# Thermoanaerobacter siderophilus
Thermoanaerobacter siderophilus è una specie di batterio appartenente alla famiglia delle Thermoanaerobacteriaceae.